# 沙田镇 (玉林市)
沙田镇，是中华人民共和国广西壮族自治区玉林市福绵区下辖的一个乡镇级行政单位。

## 行政区划
沙田镇下辖以下地区：
沙田村、关塘村、丽良村、南流村、大江村、砥柱村、中流村、上中村、苏立村、六龙村、万新村、良平村、和平村、云龙村和库顶村。